# Vladimír Vochoč
Vladimír Vochoč (14. července 1894, Třebechovice pod Orebem – 4. ledna 1985 Praha) byl český právník a diplomat, který jako československý konzul ve francouzském Marseille pomohl mnoha židovským uprchlíkům. Za to obdržel v roce 2016 (jako 116. Čech) posmrtně ocenění Spravedlivý mezi národy.

## Život
Vystudoval právo a po dokončení studia pracoval od roku 1919 na ministerstvu zahraničních věcí i na československých zastupitelských úřadech v různých místech Evropy (např. Paříž, Brusel, Tirana a Kaunas). V roce 1938 byl jmenován konzulem v Marseille. Po vypuknutí války tehdejší velvyslanec Osuský nepředal československé velvyslanectví Němcům. Vochoč se v červnu 1940 do Marseille vrátil a i když neměl žádný diplomatický status ani imunitu, vydával československé pasy i cizím státním příslušníkům. Podle odhadu francouzského historika tak zachránil 2 000-2500 lidí. Roku 1941 uprchl do Anglie.
Po válce chtěl zůstat v Československu a pracovat pro ministerstvo zahraničí, ale stal se obětí politických procesů a byl v roce 1954 odsouzen na 13 let vězení pro údajnou kolaboraci s imperialisty.  Po šesti letech byl propuštěn a byl nucen odejít do předčasného důchodu. Zemřel v naprosté anonymitě v roce 1984 ve věku 91 let. Roku 1964 Nejvyšší soud rozsudek zrušil.